# Erik Johansson Vasa

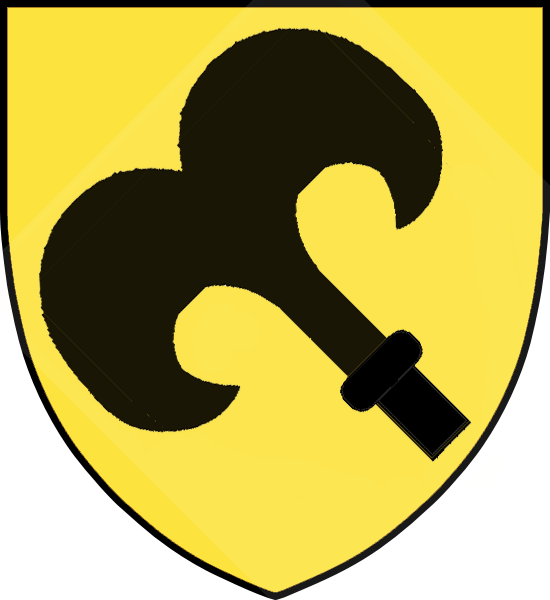
Stemma di Erik Johansson Vasa

Erik Johansson Vasa (Örby, 1470 – Stoccolma, 8 novembre 1520) era il padre di Gustavo I di Svezia.

## Biografia
Era il figlio di Johan Kristiernsson Vasa, e di sua moglie, Birgitta Gustavsdotter Sture. Era il cugino di primo grado di Knut Tordsson Bonde, padre di Carlo VIII di Svezia.
Era il proprietario del castello di Kastelholm (1504-1505) nelle Åland. Possedeva il seggio di Rydboholm a Uppland.
Durante le grandi rivolte contro lo zio Sten Sture nel 1497, doveva aver saccheggiato la canonica di Fröunda e per qualche tempo fu minacciato di essere  esiliato. Quando le lotte civili svanirono, Erik Johansson fu coinvolto nella conciliazione tra Sture e Giovanni di Danimarca e fu nominato cavaliere nel 1497.
Erik era noto per il suo temperamento irritabile e arbitrario. Erik Johansson sostenne suo zio Sten Sture in una rivolta contro re Giovanni che fece di Sten Sture il governatore nazionale, dopo il quale Erik divenne membro del Consiglio nazionale svedese. Dopo che suo zio morì nel 1503, Erik ereditò tutte le sue proprietà a Uppland e Sörmland. Quando i danesi, guidati da Cristiano II, conquistarono la Svezia nel 1520, diversi membri del partito Sture furono giustiziati nel bagno di sangue di Stoccolma nel novembre di quell'anno. Tra quelli giustiziati c'era Erik Johansson.
Il suo primo figlio, Gustavo, era fuggito dalla Danimarca qualche tempo prima di questo evento e sopravvisse.

## Matrimonio
Sposò Cecilia Månsdotter Eka (1476-1523), figlia di Magnus Karlsson Eka. Ebbero otto figli:
- Gustav Eriksson (12 maggio 1496[2]-29 settembre 1560)
- Margareta Eriksdotter Vasa (1497-31 dicembre 1536)
- Johan Eriksson (nato e morto nel 1499)
- Magnus Eriksson (1501-1529)
- Anna Eriksdotter (1503-1545), monaca all'Abbazia di Vadstena
- Birgitta Eriksdotter (nato e morto nel 1505)
- Marta Eriksdotter (1507-1523)
- Emerentia Eriksdotter (1507-1523)